# Білі вовки (фільм)
«Білі вовки» — німецький художній фільм-вестерн, знятий в 1969 році режисером Конрадом Петцольдом, продовження фільму «Слід сокола».

## Сюжет
Вождь племені дакота Зіркий Сокіл, його дружина Воронове Крило та два воїни — єдині, хто залишився в живих зі всього племені. Вони переховуються в горах Блек-Гіллс та хочуть приєднатись до групи племен шайєннів, яку очолює вождь Маленький Вовк. На шляху до шайєннів білі бандити підступно вбивають Воронове Крило. Зіркий Сокіл клянеться помститися та їде в Тенглвуд, де, як він підозрює, знаходиться вбивця його дружини, бандит Башан, прислужник власника гірничої компанії Харрінгтона. Він зустрічається з чесним шерифом Петтерсоном, який готовий йому допомогти. Разом вони намагаються викрити Башана і довести місту, що саме Башан — винуватець численних злочинів, що відбуваються в Тенглвуді. Але мешканці міста вже здались на ласку гірничої компанії.
У вирішальній сутичці Зіркий Сокіл гине, проте встигає завдати смертельного поранення своєму кровному ворогу.

## В ролях
- Гойко Мітіч — Зіркий Сокіл, вождь племені дакота
- Горст Шульце — Коллінз Гаррінгтон
- Барбара Брильська — Кетрін Емерсон
- Хольгер Маліх — Пат Паттерсон
- Слободан Димитріевич — Хитрий Лис
- Слободан Велімирович — Старкі Лінксгенд
- Гельмут Шрайбер — Сем Блейк
- Фред Дельмаре — Петер Гілле
- Фред Людвіг — Джон Емерсон
- Рольф Гоппе —  Джеймс Бешан
- Карл Цуговські — Енді Слік
- Предраг Мілінкович — Давид
- Мілан Яблонські — Джим
- Мілівоє Попович-Мавид — Маленький Вовк
- Геррі Вольф — Джошуа Макгрейв